# Timana torquilinea
Timana torquilinea är en fjärilsart som beskrevs av Louis Beethoven Prout 1916. Timana torquilinea ingår i släktet Timana och familjen mätare. Inga underarter finns listade i Catalogue of Life.